# Хинденбург
 Тази статия е за дирижабъла „Хинденбург“.  За германския държавник вижте Паул фон Хинденбург.  
Дирижабълът „Хинденбург“ (на немски: Hindenburg) е построен през 1936 г. в Германия и е най-големият пътнически летателен апарат от този вид.
Името му е дадено в чест на президента на Германия Паул фон Хинденбург. Бордовият му номер е LZ 129, от поредицата построени и експлоатирани за транспорт дирижабли от фирмата на Фердинанд Граф фон Цепелин (Ferdinand von Zeppelin) (1838 – 1917). Първият полет на дирижабъла е на 4 март 1936 г.

## Технически данни
- Дължина – 245 m;
- Най-голям диаметър – 41 m;
- Вместимост на газове (водород или хелий) – 190 000 m³;
- Съоръжен с 4 дизелови двигателя „Даймлер“ с мощност 1100 к.с.;
- Максимална скорост (при попътен вятър) – 150 km/h;
- Полезен товар – 90 т;
- Максимално разстояние за прелитане без зареждане – 15 000 km;

## Условия за пътуване
„Хинденбург“ започва редовни пътнически полети още през май 1936 г., прелитайки многократно и успешно до САЩ и Рио де Жанейро. За една година дирижабълът извършва 37 рейса над Атлантическия океан, превозвайки общо 3000 пътници. Най-краткото прелитане е за 43 часа.
Пътуването в дирижабъла било доста комфортно. Пътниците разполагали:
- с двуместни каюти с душ-кабина;
- ресторант с кухня и салон (с олекотен алуминиев роял);
- стая за наблюдаване.

Основната мярка за безопасност била строга забрана на пушенето. При качване в дирижабъла от пътниците са вземани всички цигари, кибрити и всякакви устройства, които могат да предизвикат искра. Все пак на пушачите е било разрешено пушенето в специална добре изолирана стая.
Всички членове на екипажа са били задължени да носят специални антистатични дрехи и обувки с изолирани подметки.

## Последен полет
Дирижабълът открива новия сезон на 3 май 1937 г., излитайки от Германия за Ню Йорк. На борда му има 36 пътници, 14 стюарди, 22 механика и 25 летци. В багажното отделение има 900 kg куфари и 2 кучета. Капитан на цепелина е Макс Прус – опитен пилот, ветеран от Първата световна война.
След 77-часов полет „Хинденбург“ достига Ню Йорк, на 6 май, където на наблюдателна площадка на Емпайър Стейт Билдинг го очакват много любопитни граждани, включително и журналисти. Дирижабълът прави една обиколка над града и се насочва към базата за приземяване. Оттам му е отказано приземяване поради лошото време и дирижабълът кръжи известно време, очаквайки разрешение.
Към 19 часа се получава разрешение за кацане и „Хинденбург“ се снижава до 180 m. По време на захождането му към пистата за кацане се появява силен страничен вятър и капитанът нарежда да направят остър завой. Заради тази рязка маневра едно от стоманените въжета се скъсва, удря и пробива една от водородните клетки. Започва да изтича водород – пилотите забелязали, че опашката натежава, но не се досетили, че може да се дължи на утечка. От влажността на въздуха и от движението на дирижабъла, той се наелектризирал и когато въжетата са спуснати и са хванати от хората, намиращи се долу, от контакта на въжето със земята протича електрически разряд към металната рамка. Вследствие на това избухва водородът, изтичащ от 4 сектор. Капитанът успява частично да овладее ситуацията и с риск за живота си да спусне бавно дирижабъла на земята. Това помага на част от намиращите се на борда да оцелеят, изскачайки през панорамните прозорци в залата за наблюдение. По тази причина от намиращите се на борда 97 пътници и екипаж, 62 души успяват да се спасят.
След катастрофата останките от дирижабъла са изпратени в Германия за експертиза.

## Последствия
През 1938 г. в Германия е построен нов голям дирижабъл – копие на „Хинденбург“, кръстен „Граф Цепелин II“ (LZ 130). Но този дирижабъл никога не полита с пътници, тъй като използването на водород за пълнене на дирижабли е забранено, а заместването му с хелий става икономически неоправдано.